# Phorticella singularis
Phorticella singularis är en tvåvingeart som först beskrevs av Oswald Duda 1924.  Phorticella singularis ingår i släktet Phorticella och familjen daggflugor. Inga underarter finns listade i Catalogue of Life.